# Achnopogon
Achnopogon là một chi thực vật có hoa trong họ Cúc (Asteraceae).

## Loài
Chi Achnopogon gồm các loài: